# مردم‌سالاری مشارکتی
مردم سالاری مشارکتی فرآیندی است که بر مشارکت گسترده افراد در حیطه اهداف و فعالیت‌های نظام‌های سیاسی تأکید دارد. ریشه‌شناسی واژه دموکراسی اشاره بر مردم در قدرت دارد و بنابراین تمام دموکراسی‌ها، مشارکتی اند. این نظریه بر این است که مردم سالاری نمایندگیسنتی (پارلمانی) به محدود کردن مشارکت شهروندان از طریق تنها رای دادن می‌پردازد و بدین ترتیب حکومت واقعی در دست سیاستمداران باقی می‌ماند.
کوشش مردم سالاری مشارکتی، ایجاد فرصت‌هایی برای تمام اعضای گروه‌های سیاسی جهت مشارکت مفید در امر تصمیم‌گیری است و تلاش می‌کند حوزه خود - افرادی که به چنین فرصت‌هایی دسترسی می‌یابند - را بیشتر کند.